# Occipitallap
Occipitallappen, eller nakkelappen, er den bagerste del af storhjernen. I dette område ligger blandt andet synsområderne, hvoraf det største kaldes primær visuel kortex eller V1.
| Anatomi | Spire Denne artikel om anatomi er en spire som bør udbygges. Du er velkommen til at hjælpe Wikipedia ved at udvide den. |